# Ryōko Tani
Ryōko Tani (jap. 谷亮子 Tani Ryōko; ur. 6 września 1975 w Fukuoce) – japońska judoczka, wielokrotna medalistka olimpijska.
Walczy w najlżejszej kategorii, do 48 kilogramów. Wcześniej startowała pod panieńskim nazwiskiem Tamura. Na igrzyskach debiutowała w 1992 w Barcelonie i zdobyła srebrny medal. Miała wówczas zaledwie 16 lat. Cztery lata później ponownie wywalczyła srebrny medal, na kolejnych dwóch igrzyskach już triumfowała. Siedmiokrotnie (1993, 1995, 1997, 1999, 2001, 2003, 2005, 2007) zdobywała tytuł mistrzyni świata, w 1991 była brązową medalistką.